# Lamerica
Lamerica es un largometraje y drama social de 1994 dirigido por Gianni Amelio. La película se inspiró en los acontecimientos de 1991, cuando decenas de miles de albaneses huyeron a través del Adriático hacia Italia en barcos abarrotados. Entró en competición en el 51.er Festival Internacional de Cine de Venecia, en el que Amelio ganó la Osella de Oro al Mejor Director. La película fue seleccionada como la entrada italiana a la Mejor Película en Lengua Extranjera en la 67.ª edición de los Premios de la Academia, pero no fue aceptada como nominada.

## Trama
Albania en 1991: el caos reina en el otrora aislado país tras el colapso del régimen comunista. El inteligente Fiore (Michele Placido) y el arrogante y antipático yuppie Gino (Enrico Lo Verso) de 28 años son elegantes "empresarios" italianos que vienen a Albania para montar una fábrica de zapatos con poco dinero. Fingen querer reconstruirla para luego meterse los subsidios en sus propios bolsillos. Pero para esta compra se necesita un testaferro local que sea lo más inexperto o ingenuo posible: un luchador de la resistencia contra el comunismo sería perfecto. Así que los protagonistas hurgan en antiguos campos de trabajo en ruinas y conocen a personas que parecen haber sufrido bajo el régimen, pero esto tiene repercusiones. Finalmente, Fiore y Gino encuentran a un anciano perturbado: Spiro Tozaj (también conocido como Michele Tallarico) (Carmelo Di Mazzarelli), un prisionero político y veterano italiano de la Segunda Guerra Mundial, quien está un poco confundido y completamente empobrecido, por lo que parece la elección perfecta, pero desaparece inesperadamente poco antes de que se cierre el contrato.
Ahora Gino tiene que encontrar al “presidente” de 80 años de su falsa empresa en las montañas albanesas, donde se enfrenta a las difíciles condiciones que tiene que afrontar el pueblo albanés y a una gran pobreza. Aquí se aplican reglas diferentes.
Finalmente, los objetos en el jeep de Gino son robados, incluidos los neumáticos del coche y los elegantes zapatos que le había regalado Spiro. Todo ha desaparecido, excepto su actitud arrogante de "soy italiano".  Pero como a Gino también le han robado el pasaporte, tiene que hacerse pasar por albanés para poder volver a Italia como refugiado. El joven snob Gino y el viejo Spiro se unen a un grupo de refugiados albaneses pobres que, inicialmente en un camión, parten hacia Italia en busca de una vida mejor. Lejos de sus raíces italianas, Gino comienza a cambiar.  Junto con Spiro, Gino finalmente aborda con los demás emigrantes un barco al que los refugiados llaman “Lamérica” y que supuestamente los llevará a Italia.
En su viaje, Gino también conoce el trágico destino personal de Spiro, que en realidad es italiano: desertó siendo joven como muchos otros y luego se ocultó haciéndose pasar por albanés. Todavía cree que está en su juventud y quiere volver a Sicilia, con su prometida. El éxodo albanés corresponde a las oleadas de emigración italiana a Estados Unidos, por lo que Spiro cree que ese es el verdadero destino de su viaje. El título de la película “Lamérica” también hace referencia a la esperanza de la tierra prometida: lo que Italia es para los albaneses, fue América para los italianos.

## Premios
- 1994 Premios del Cine Europeo – “Mejor Película”
- 1994 Festival Internacional de Cine de Venecia: cuatro premios (incluido el de "Mejor Director")
- 1995 Mostra Internacional de Cinema de São Paulo – “Premio de la Crítica”
- 1995 Premio David di Donatello – “Mejor fotografía”, “Mejor música de película”, “Mejor sonido”
- 1995 Nastro d'Argento (español: “Cinta de Plata”) – “Mejor Director”, “Mejor Fotografía”
- 1995 Premio Goya de Cine – “Mejor Película Europea”[7]

## Interpretación y recepción
En una entrevista con el periódico berlinés taz Amellio habló sobre su intención al rodar la película: "Nunca me habría atrevido a ver Albania a través de los ojos de un albanés. Eso habría sido muy deshonesto y presuntuoso. Pero no la vi a través de los ojos de Gino, sino desde una tercera perspectiva. Cuando llegué allí por primera vez, me sentí como si estuviera en la Italia de mi infancia. El sur de Italia al final de la guerra era muy pobre y la gente tenía una gran necesidad de futuro, de una perspectiva [,,,] De esta manera quería dar una lección a los jóvenes italianos arrogantes, a aquellos que ya no tienen memoria histórica y no saben de dónde viene su prosperidad actual [...] el flujo de refugiados seguirá multiplicándose porque la brecha es cada vez mayor. Pero estas migraciones pueden permitir una mezcla de culturas, una nueva conciencia. Nos permiten adquirir nuevos conocimientos, nuevos talentos, nuevos sentimientos y viceversa. Cuando llega gente de Europa del Este y África a Italia o Alemania, tenemos que alegrarnos."
Este drama es un inventario muy conmovedor e impresionante. Con gran escepticismo, la película muestra una visión oscura de la pérdida de dignidad e identidad, tanto para el individuo como para todo un pueblo.  “Una road movie tranquila, intensa, poética, pero realista, que se te mete en la piel.”
En la película, Spiro Toiza redescubre su identidad italiana como Michele y al final cree que el barco se dirige a Nueva York, mientras que por otro lado Gino ha perdido toda evidencia de su identidad italiana y está en el barco lleno albaneses como uno de ellos. Estas dos historias “desafían el pasado colonial de Italia y, por lo tanto, obligan a redefinir el concepto de identidad. ¿Quién es italiano? ¿Y qué significa ser italiano? (desafiar el pasado colonial de Italia y, al hacerlo, forzar la redefinición de la noción de identidad.
TV Guide le da a la película cuatro estrellas y cree que es un retrato atrevido y aleccionador de la Europa poscomunista en su oscuridad moral, dirigido con pasión y extraordinaria gracia por el director italiano Gianni Amelio (Il ladro di bambini): “Un retrato audazmente escalofriante de la Europa poscomunista en eclipse moral, dirigido con pasión y gracia singular por el italiano Gianni Amelio". 
Janet Maslin escribe en The New York Times: "La síntesis de realidad y ficción de la película se logra con elegancia " y expresa su esperanza de que después de la proyección de Lamerica en el Festival de Cine de Nueva York (1995) Amelio sea mucho más conocido.

## Literatura

### Libros
- Ruth Ben-Ghiat: The Cinema of Italy. Wallflower Press, London 2004, ISBN 1-903364-99-X, S. 245 ff.

### Artículos sobre Lamérica
- Deborah Young en: Variety (Nueva York), 12. septiembre de 1994
- Louis Menashe en: Cineaste (Nueva York), Vol. 21, No. 4, 1995
- Janet Maslin: Reseña del festival de cine; Italianos intrigantes en la atribulada Albania, en: The New York Times, 4. octubre de 1995
- Jay Carr en: Boston Globe, 20. diciembre de 1995
- Michael Wilmington en: Chicago Tribune, 24. diciembre de 1995
- Gary Crowdus, Richard Porton: “Beyond Neorealism: Preserving a Cinema of Social Conscience”, en: Cineaste (Nueva York), Volumen 21, No. 4, 1995
- Michael J. Agovino: His Mind Fixed on the Moment, Eyes on the Past, en: The New York Times, 17. diciembre de 1995
- Caryn James: The Little Things Mean a Lot, en: The New York Times, 17. diciembre de 1995
- Daniel Winkler: Gianni Amelio, 'Lamerica/Lamerica' (1994), en: Andrea Grewe, Giovanni di Stefano (ed.): Italienische Filme des 20. Jahrhunderts in Einzeldarstellungen. Erich Schmidt, Berlín 2015, págs. 391–407.
- Daniel Winkler: Questioni meridionali, questioni europee? Ethnische und kulturelle Alterität im italienischen Kino der Gegenwart. Con un excursus a 'Lamérica' de Gianni Amelio , en: Quo vadis Romania? Zeitschrift für eine aktuelle Romanistik. Núm. 33 (2009), págs. 39–52.